# جوزپ رکا
جوزپ رُکا ئی فونتانه (کاتالونیایی: Josep Roca i Fontané؛ زادهٔ ۲۶ اوت ۱۹۶۶) شراب‌شناس و شراب‌دار اهل اسپانیا است. وی یکی از بنیان‌گذاران رستوران مشهور سِلِر دِ کان روکا و شراب‌دار (سومِلیه) آن رستوران است. این رستوران در سال ۲۰۰۹ سه ستارهٔ میشلن دریافت کرد و در سال ۲۰۱۳ به‌عنوان بهترین رستوران جهان انتخاب شد.